# 차르 전차

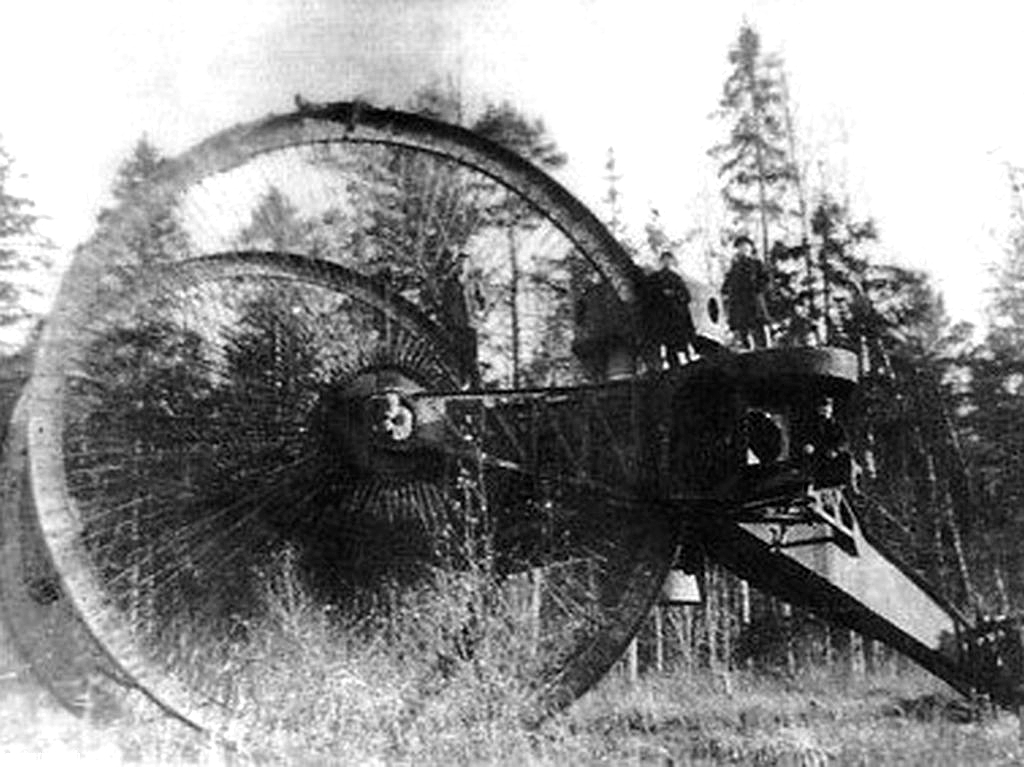

차르 전차(러시아어: Царь-танк 짜르땅크[*]) 또는 레베덴코 전차(러시아어: танк Лебеденко 땅크 레베덴코[*])는 니콜라이 레베덴코, 니콜라이 주콥스키, 보리스 슈테츠킨, 알렉산드르 미쿨린이 1914년에서 1915년에 걸쳐 개발한 러시아 제국의 기갑전투차량이다. 최초 시험 결과 동력이 너무 약하고 포병의 공격에 대비할 수 없음이 밝혀져 폐기되었다.
무한궤도 대신 삼륜차 구조를 선택했다는 점에서 현대의 전차와는 전혀 동떨어진 모습을 하고 있다. 앞바퀴 두 개의 직경은 거의 9미터에 이르고, 뒷바퀴는 1.5 미터로 비교적 훨씬 작았다. 상부의 캐넌 포탑의 높이는 8 미터 정도였고, 차체 전장은 12미터에 측면포탑 포함한 차체 폭은 12 미터였다. 아랫면에 부무장을 탑재하려는 계획도 있었다. 각각의 바퀴는 250마력 선빔 엔진으로 구동되었다.
거대한 앞바퀴는 장애물을 넘어가기 위한 의도로 만들어진 것이다. 그러나 무게를 잘못 계산한 바람에 부드러운 지면을 만나면 뒷바퀴가 쉽게 파묻혀 버렸고, 뒷바퀴를 빼내기에는 앞바퀴 동력이 부족했다. 1915년 8월 모스크바에서 60 킬로미터 떨어진 지점에서 고등판무관들을 모셔 놓고 시험 구동을 했으나 당연히 대실패로 끝났고 그 자리에 그대로 방치되었다. 이후 1923년 적백내전당시 고철로 해체당했다.